# Alexander (mentaliste)
Pour les articles homonymes, voir Alexander.
Alexander diminutif de Claude Alexander Conlin (30 juin 1880 - 5 août 1954), également connu sous le nom « Alexander l’Homme Qui Sait » («  Alexander the Man Who Knows  »), et « Alexander le Voyant à la Boule de Cristal » (« Alexander the Crystal Seer »), est un médium et illusionniste américain au début du XXe siècle.

## Biographie
Né à Alexandria dans le Dakota du Sud, il se fascine dés l’adolescence pour la magie. Lorsqu’il découvre que le public réagit favorablement à sa faculté de répondre à des questions sur leur vie, il développe un programme publicitaire autour d'un personnage de sorcier de style oriental. Coiffé d’un turban et d'un costume, il utilise une boule de cristal comme accessoire pour répondre à des questions de son auditoire concernant leur avenir. Il est également crédité comme l’inventeur d’un certain nombre d’effets électriques, précurseur des effets de scène électronique moderne. Par exemple, ses assistants obtiendraient secrètement des informations sur les membres du public et transmettraient ensuite ces informations à un écouteur caché sous son turban.
Entre 1915 et 1924, il devient très populaire et gagne sa vie à travers ses spectacles. À partir de 1919, il dirige sa propre maison d’édition en publiant son propre matériel astrologique, des livres de formation sur la psychologie et la lecture de l’avenir à travers une boule de cristal.
En 1921, le magnat Alexander Pantages lui offre 100 000 dollars pour se produire dans sa chaine de théâtres pendant 20 semaines.
En 1927, à l’âge de 47 ans, il met un terme à sa carrière.
Sa vie privée fait l’objet de controverses : il aurait été marié de nombreuses fois (approximativement 7 fois) selon le biographe David Charvet. Il aurait escroqué 50 000 $ à un millionnaire pétrolier G. Allan Hancock et aurait été soupçonné d’avoir tué quatre personnes,.